# Доксат
Доксат (на гръцки: Δοξάτο, Доксато, катаревуса: Δοξάτον, Доксатон) е село в Гърция, център на дем Доксат в Източна Македония и Тракия.

## География
Селото се намира в Драмското поле на 10 километра югоизточно от град Драма, на главния път Драма-Кавала.

## История

### Етимология
Според Йордан Н. Иванов името Доксат вероятно е от гръцкото τοξάτον, външна колонада < τόξον, дълга арка. Сравнимо е името на планината Докса.

### В Османската империя
На базата на личните имена в поменик в Кушнишкия манастир, в който са записани и жители на Доксат от началото на XVIII век, Стою Шишков и Йордан Попгеоргиев смятат, че по това време в селото живеят и българи. Срещат се имена като Бѣлку, Свѣта, Стояни, Пѣю.
Александър Синве ("Les Grecs de l’Empire Ottoman. Etude Statistique et Ethnographique"), който се основава на гръцки данни, в 1878 година пише, че в Доксатон (Doxaton) живеят 720 гърци.
В края на XIX век Васил Кънчов минава през селото и пише, че има 150 турски и 150 гръцки къщи. Основното занимание на жителите му е тютюнът, като селото е второ в този сектор след Просечен. Според статистиката на Кънчов („Македония. Етнография и статистика“) в началото на XX век Доксат има 2190 жители, от които 120 българи християни, 850 турци, 900 гърци, 120 власи и 200 цигани.
По данни на секретаря на Българската екзархия Димитър Мишев („La Macédoine et sa Population Chrétienne“) в 1905 година християнското население на Доксат се състои от 48 българи патриаршисти гъркомани и 1100 гърци. В селото действат едно прогимназиално и едно основно гръцко училище с четири учители и 200 ученици.
При избухването на Балканската война в 1912 година един човек от Доксат е доброволец в Македоно-одринското опълчение.

### В Гърция
През Балканската война селото е освободено от части на българската армия, но след Междусъюзническата война от 1913 година остава в пределите на Гърция. Селото пострадва от войните и населението му намалява. Според гръцката статистика, през 1913 година в Доксат (Δοξάτον) живеят 1117 души.
Веднага след Първата световна война в селото се заселват бежанци от Източна Тракия. В 1923 турското население на селото се изселва по силата на Лозанския договор и на негово място са настанени нови гърци бежанци. Общо след 1922 година в градчето са заселени 300 бежански семейства с 1193 души. В 1928 година Доксат е смесено местно-бежанско село с 258 бежански семейства и 1099 души бежанци.
От 60-те години започва масово изселване към големите градове. Населението се занимава с градски занаяти, но произвежда и тютюн, жито и други земеделски култури.
| Име             | Име              | Ново име        | Ново име        | Описание                            |
| --------------- | ---------------- | --------------- | --------------- | ----------------------------------- |
| Дерин Чешме     | Ντερὶν Τσεσμὲ    | Вати Авлаки     | Βαθὺ Αὐλάκι     | местност ЮЗ от Доксат и Фтелия      |
| Цифлики Доксату | Τσιφλίκι Δοξάτου | Хорафия Доксату | Χωράφια Δοξάτου | местност ЮЗ от Доксат и Фтелия      |
| Кайнакликия     | Καϊνακλίκια      | Пиги            | Πηγὴ            | местност ЮЗ от Доксат и Ю от Фтелия |
| Едирнедзи Гьолу | Ἐδινερτζῆ Γιολοῦ | Адриани         | Αδριανή         | местност С от Доксат                |

| Година    | 1913 | 1920 | 1928 | 1940 | 1951 | 1961 | 1971 | 1981 | 1991 | 2001 | 2011 | 2021 |
| --------- | ---- | ---- | ---- | ---- | ---- | ---- | ---- | ---- | ---- | ---- | ---- | ---- |
| Население | 1117 | 2736 | 4295 | 4760 | 4409 | 4402 | 3440 | 3389 | 3594 | 3739 | 2884 | 2468 |

## Личности
Сред известните досатци са Андреас Дзиму (1887 – ?), търговец, Пасхалис Арванитидис (р. 1946), певец и Ставрос Даилакис (р. 1955), гръцки политик от Нова демокрация. В Доксат е роден и видният български комунистически деец Христо Кочев (1906 – 1931).